# 전망 좋은 하우스 - 관음적 욕망
"전망 좋은 하우스 - 관음적 욕망"은 한국에서 제작된 진달래 감독의 2013년 멜로/로맨스, 드라마 영화이다. 강지선 등이 주연으로 출연하였다.

## 출연

### 주연
- 강지선
- 송아임